# Чернилява
Черни́лява — село в Україні, в Яворівському районі Львівської області, засноване 1480 року. Населення за переписом 2001 року складало 1745 чоловік. Орган місцевого самоврядування — Яворівська міська рада. Через село протікає річка Ретичин, права притока річки Шкло.

## Історія
Назва Чернилява походить від слова «чернець», тобто село назване на честь монахів-засновників.
У ХІ-ХІІІ століттях діяв Чернилявський монастир, який знаходився на південь від села. Монастир був центром релігійного життя навколишніх поселень, знищений у часи татаро-монгольського лихоліття.
Монахи відбудували його за кілька кілометрів на схід — в Ліску, де знаходиться цілюще джерело. В давнину біля джерела з'явилась Матір Божа. Свідками цього були пастухи, які побачили на воді, що витікала з джерела, образ Матері Божої. Саме ця подія і спонукала монахів спорудити монастир поблизу святого місця з'явлення Богоматері.

##### Радянська доба
В часи правління радянської влади діяв колгосп ім. К. Маркса із 1300 гектарами орної землі (станом на 1968 р.). А вже через 10 років колгосп утримував 3566 га сільгоспугідь.
Працювали кравецька та швейна майстерні.
Партійна організація (заснована у 1952 р.) налічувала 24 особи, а комсомольська (створена 1950 р.) — 146 членів.

## Пам'ятки
- Церква апостолів Петра і Павла парафії ПЦУ[2].
- Церква Святого Миколая Львівської єпархії Яворівського деканату (УГКЦ). Посвячення каменя під будову церкви відбулося 15 квітня 1929 р., побудовану церкву посвятили 19 грудня 1933 р. Дерев'яна дзвіниця була збудована у 1719 р., спалена німцями 23 червня 1941 р. Посвячено камінь під нову будову 12 серпня 1999 р., нову муровану дзвіницю побудували на честь 2000-ліття Різдва Христового і посвятили 19 грудня 2000 р.
- Лісківський монастир — перша письмова згадка датується 1633 роком. У географічному словнику Королівства Польського 1880 року міститься інформація про те, що Чернилявський війт Шисловський у 1633 році подарував монастирю поле, назване Обшарок. Цей подарунок підтвердив у Кракові 31 березня 1633 року король Владислав IV. Монастир Пресвятої Тройці в Ліску Чернилявськім належав до Перемишльської Єпархії УГКЦ.

Збереглись записи про те, що 19 березня 1635 року король підтвердив передачу монастиря під управління Йоіла Бросневського. Описуючи монастир у брошурі «Історія села Чернилява», Василь Лаба опирається на польські архівні документи Akta grodzkie i ziemskie… т. 10, Lwow, 1884. В них занотовано, що влітку 1649 року яворівський староста Ян Собеський підтвердив заповіт Йоіла, ігумена монастиря «церкви святої Трійці в Ліску біля Черниляви», яким він призначив своїм наступником отця Василя Чмендича, котрий обслуговував Яворівську церкву. Цей документ також підтвердив отець Чмендичу Ян Казимир 30 серпня 1649 року.
18 червня 1653 року король Ян-Казимир дав привілей на ігуменство у Чернилявському монастирі ченцеві Софронію Сенкевичу: «Призначити побожного ченця Софронія Сенкевича, так нам рекомендованого, гідного нести ігуменство над монастирем Чернилявським Ліском по смерті побожного Василіянина Чмендича».
Немає історичних даних про стан монастиря в переломні часи національно-визвольної боротьби (1648—1654 роки) під проводом Богдана Хмельницького. Але досить поширеною є версія про те, що під час війни монастир зазнав спустошень. Польські архівні дані свідчать про те, що яворівський староста (пізніше король Польщі) Ян Собєський сприяв відбудові зруйнованого монастиря.
Парох Яжева о. Ярмолович, подарував монастиреві кусочок лісу під назвою Глубочок. «Відомо, що Ян ІІІ у Яворові 30 листопада 1688 року підтвердив місцевим оо. Василіанам їхні привілеї». В 1690 році Перемиська Єпархія приймає унію і єпископ в своїй єпархії об'єднує існуючі монастирі, в тому числі і Лісківський монастир Пресвятої Трійці. В 1739 році всі діючі монастирі Перемиської Єпархії об'єднуються в Святопокровську провінцію Чину Святого Василія Великого. Місійна праця Отців Василіян в Ліску Чернилявськім посприяла монастирю стати вогнищем просвітництва.
Наступні записи про монастир датуються XVIII ст. У топографічно-статистичному виданні (Михайло М. Ваврик, ЧСВВ. Нарис розвитку і стану Василіанського чина XVII-ХХ ст. Рим, 1979, стор. 105) надруковані дані з каталогу святопокровської провінції 1754 р, що містять імена ченців монастиря, які перебули в Ліску Чернилявськім у цьому ж році. Це настоятель монастиря високо преподобний отець Варлаам Арламовський, вікарій отець Юстин Паславський, отець Ісая Копчинський, отець Флоріан Височанський, отець Іво Галевіч, отець Купріян Мілевич, диякон Тадей Стжелбицький, брат Серафіон Вишенський. Отже, в цьому році в монастирі проживали вісім ченців, із яких п'ять були священиками. Як на ті часи, це був досить великий монастир.
У 1757 році монастир зазнав змін: ігумен Гаврило Арламовський збудував нову церкву і монастир (Географічний словник королівства Польського та інших країв словянських. Варшава, 1880 р). Існує версія, що ікони та іконостас малював відомий художник Самсон Скрипецький, який у 50-х роках XVIII ст. працював у лісківському монастирі. Відомості про його перебування містяться у книзі П.Жолтовського «Художнє життя на Україні в XVI — XVII столітті». У
1772 році Галичина перейшла під владу Австрії. Нова влада почала реформи в сфері релігії. В каталозі святопокровської провінції (М. Ваврик, 1979, стор. 158) записано, що в монастирі Ліска в 1777 року проживали такі особи: високопреподобний отець Полікарп Волянський, отець Інокентій Левіцький, отець Нікон Сідоровіч, отець Сільвестр Івановський, брат Сава Катинський, брат Андронік Бориславський. У цьому ж виданні (стор. 175) є запис про те, що в 1775 році помер у монастирі отець Лаврентій Мащакевич. Із цього випливає, що в Ліску мав би бути монастирський цвинтар.
У 1783 році монастир був підпорядкований Дрогобицькому монастирю, а в листопаді 1795 року за наказом австрійського цісаря його повністю ліквідовано. Монастирські володіння були продані німцеві Ф.Баару.
Парох села Черниляви отець Теодозій Гриник описав так подальші події: «Тому, що наплив народу на прощі не уставав, в 1849 році Апостольський Престол наділив відвідання сего місця повним відпустом. У 1868 році Баар відступив моргову парцелю коло кернички, а в 1872 році вибудувала громада Чернилява і Лісок при фундації побожного яворівського міщанина Онуфрія Якубовича теперішню богослужебну каплицю». Таким чином, у 1872 році неподалік колишнього монастиря постала літургійна каплиця Покладення Пояса Богородиці. В шематизмі 1935 року також зазначено, що у 1872 році в Ліску було споруджено богослужебну каплицю. Цікаво, що на фундаментному брусі теперішньої церковці викарбувана дата — «1767». Це, мабуть, дата будівництва або ремонту попередньої церкви.
На зламі ХІХ — ХХ століть церковна будівля потребувала ремонту, бо дерев'яна основа почала влазити в землю. Люди турбувались, де взяти каменю, щоб підкласти під фундаментні бруси. Та найбільше цим переймався побожний житель Ліска Негребецький, який прислуговував в богослужебній каплиці і дбав про її добробут. Одного разу йому наснився сон, у якому Мати Божа сказала іти на горбок, що за капличкою, і накопати там каменю. Яке ж було здивування, коли люди віднайшли у вказаному місці так багато міцного каміння, що вистачило для всіх ремонтних робіт. Одна велика кам'яна брила була зайвою, то ж її залишили на церковному подвір'ї як свідка реальних подій. А там, де був горбочок, зараз понижена долинка.
Після закриття монастиря 1795 року, чудотворну ікону передали до яворівського костелу, але українська громада через суд забрала її. Закриття монастирської обителі не зупинило потоку людей до Ліска. Відновлена дерев'яна церковця, яка приймала християн для недільних богослужінь, і цілюща джерельна вода оздоровляли тих, хто з вірою вимолював ласки. Кількість оздоровлень множилась, а це посприяло тому, що у 1849 році це святе місце отримало від Папи Римського право повного відпусту. В 1926 році тодішній парох села Черниляви отець Т. Крушинський постарався про поновлення відпусту, як то було в часи існування монастиря Пресвятої Трійці. Як колись, 13 вересня, на свято Положення Пояса Богородиці, сюди сходились християни, щоб очиститись від гріхів, подякувати за прожиті дні та випросити Божої благодаті для своїх родин.
Після отця Т. Крушинського парохом став отець Теодозій Гриник, який доклав багато праці на прославу лісківської Матері Божої. За його сприянням у 1933 році було закладено Хресну Дорогу і встановлено подвійний відпуст. Отець Т. Гриник також постарався про створення копії чудотворного образу лісківської Богородиці. У цьому йому допомагав рідний брат, який був священиком у Перемишлі. З 1963 по 1991 роки Богослужебна каплиця була закрита, богослужіння заборонені. З 1991 року — відродження святині: 1994 року — спорудження фігури Матері Божої, 1993 року — споруджено капличку святого Онуфрія в урочищі Студенець, 2001 року — будівництво нової Хресної Дороги, 2001 року реставрація чудотворної ікони.

Використаний матеріал зі сайту патріаршого паломницького центру української греко-католицької церкви.

Галерея
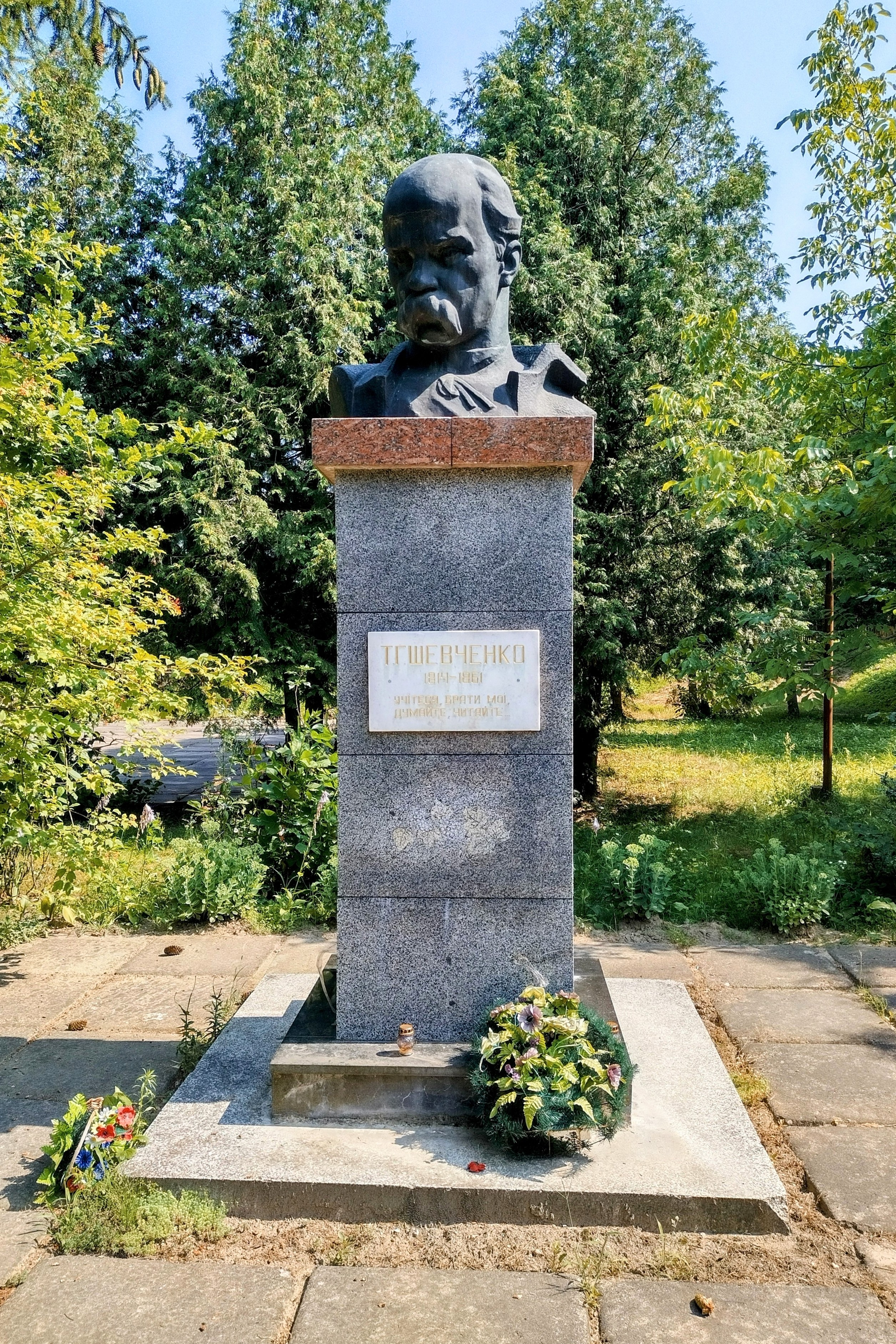
Пам'ятник-погруддя Тарасу Шевченку
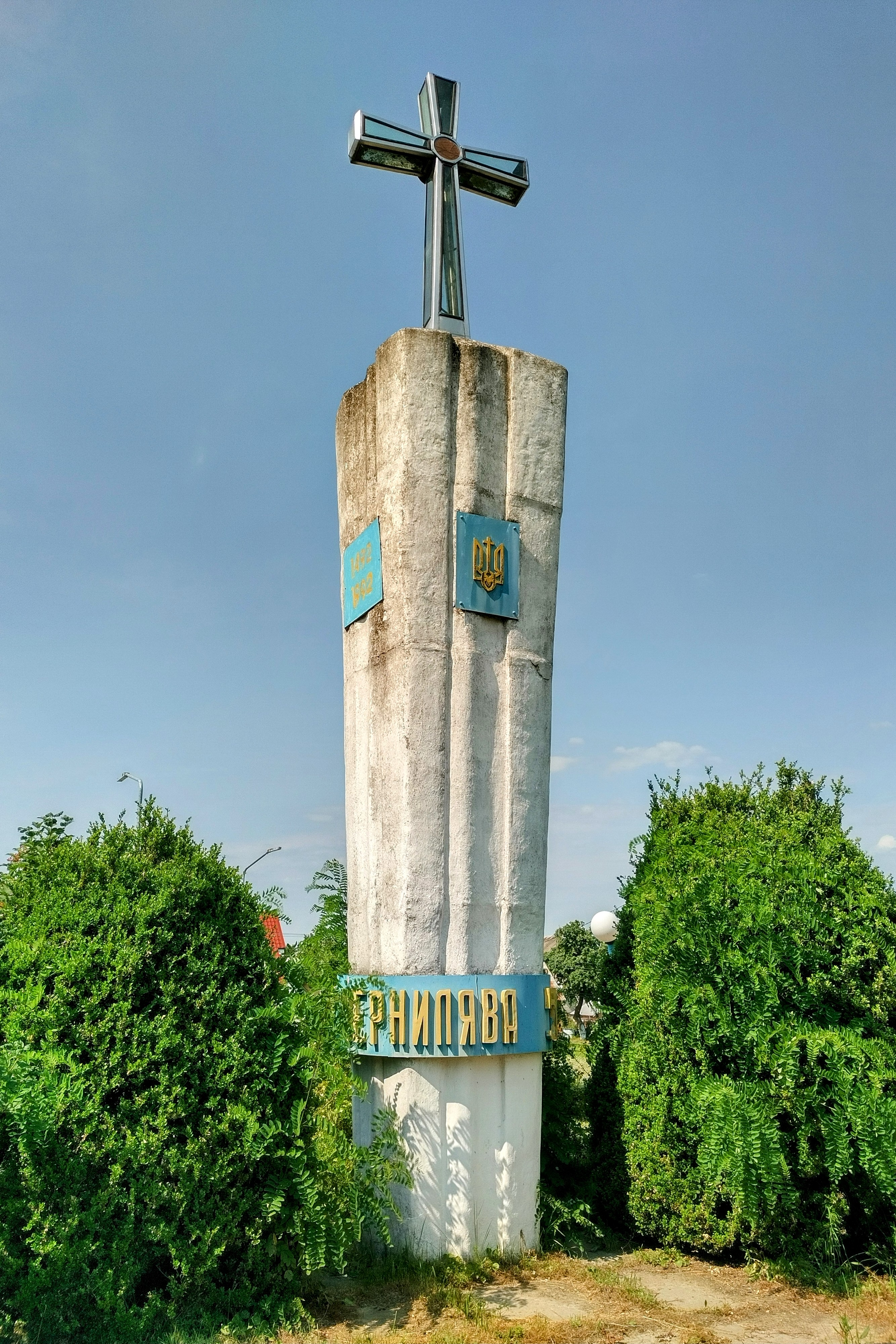
Стела "Чернилява - 500 років"
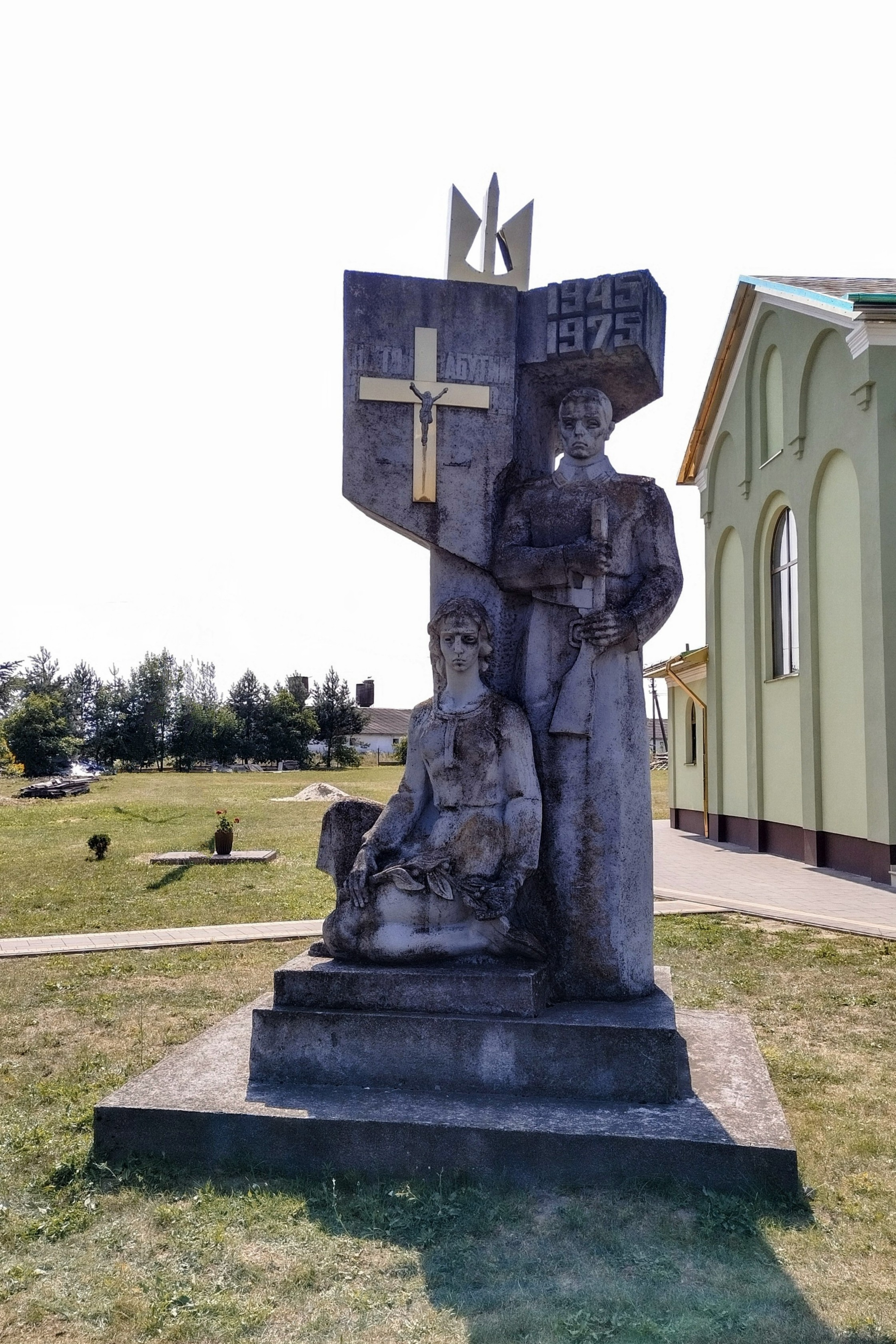
Військовий меморіал (демонтовано)
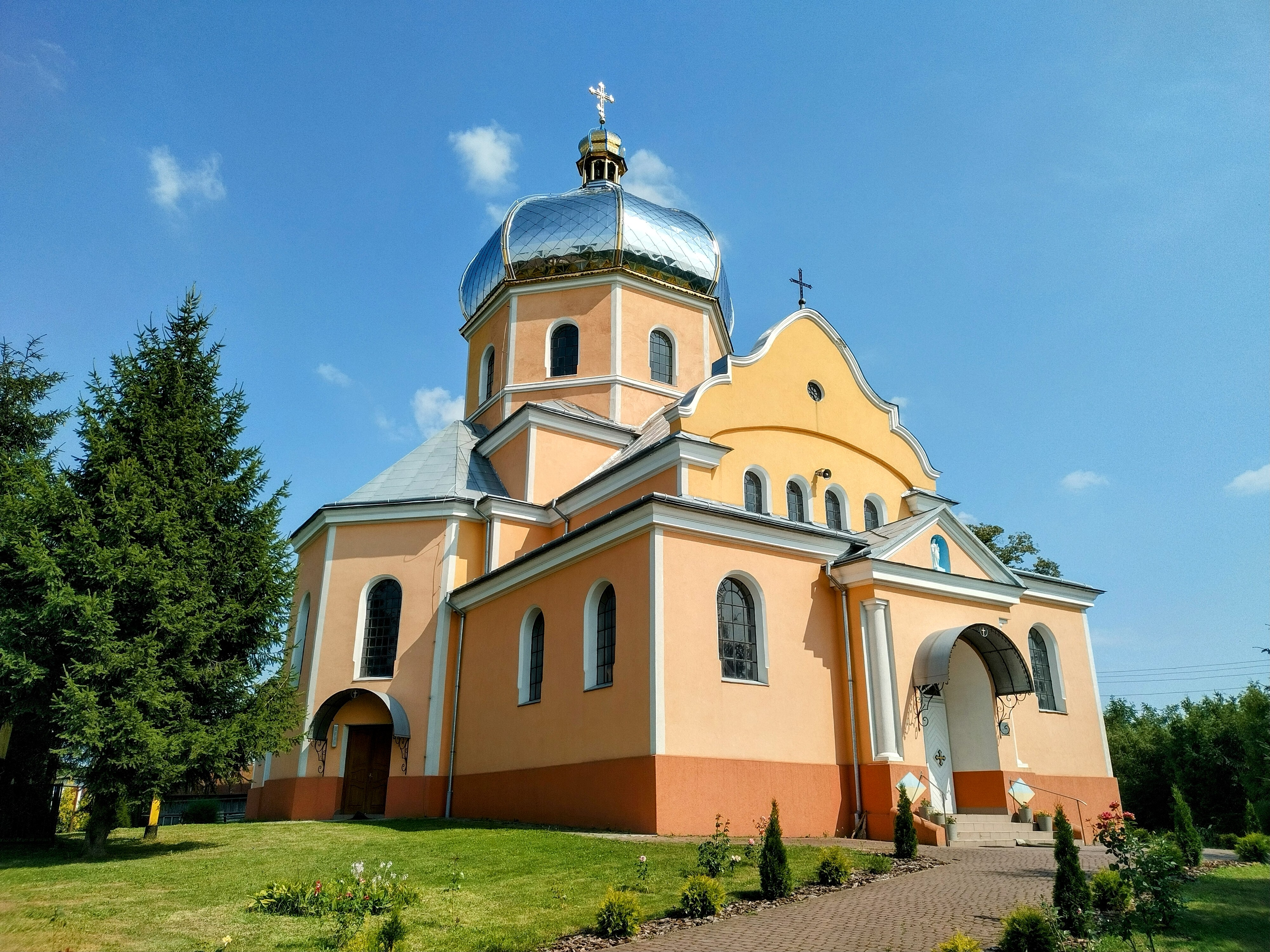
Церква Святого Миколая
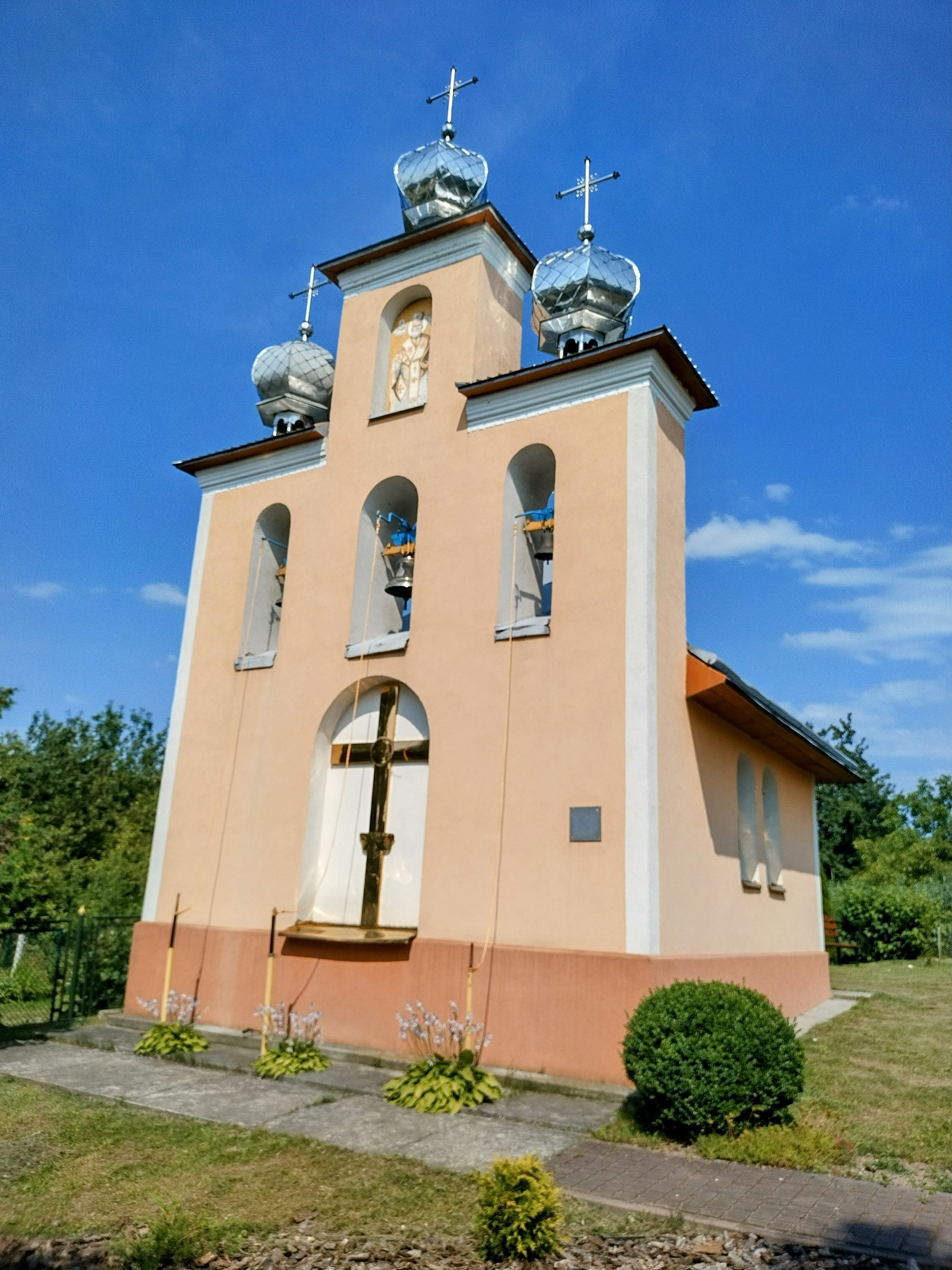
Дзвіниця церкви Святого Миколая
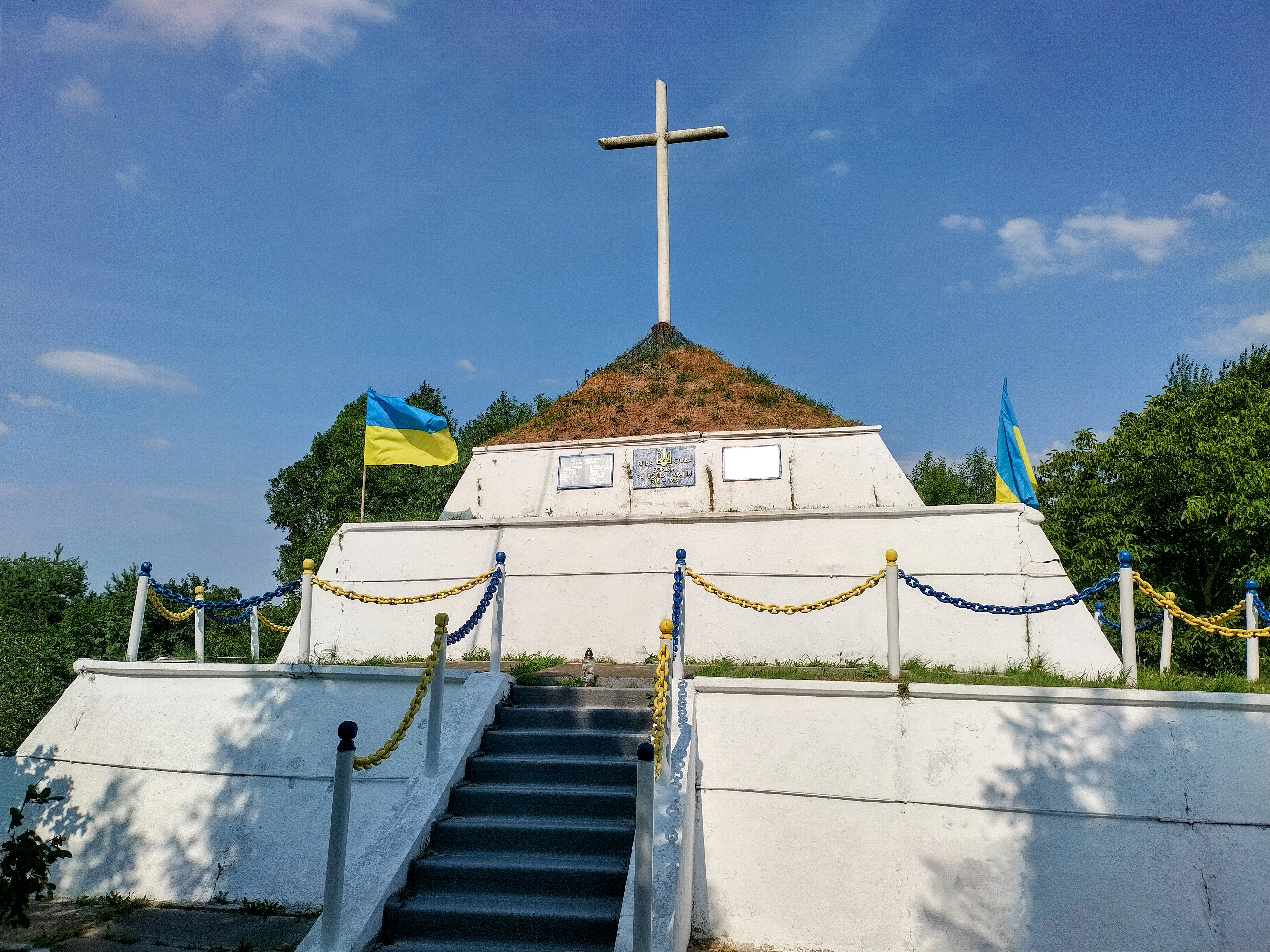
Меморіал "Борцям за волю України"

### Відомі люди котрі народилися в Черниляві
- Андрусяк Богдан Олексійович  (5 жовтня 1955, Чернилява) — громадсько-культурний діяч.
- Гера Володимир Ярославович  — герой України, старший лейтенант Збройних сил України, учасник російсько-української війни 2014—2015 років.

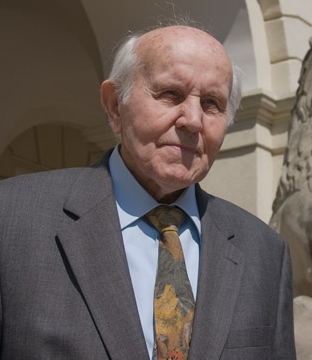
Говда Іван Федорович (7 грудня 1925, Чернилява) — вчитель німецької мови вищої категорії, ветеран праці, голова ЛОВ Всеукраїнського об'єднання ветеранів України.
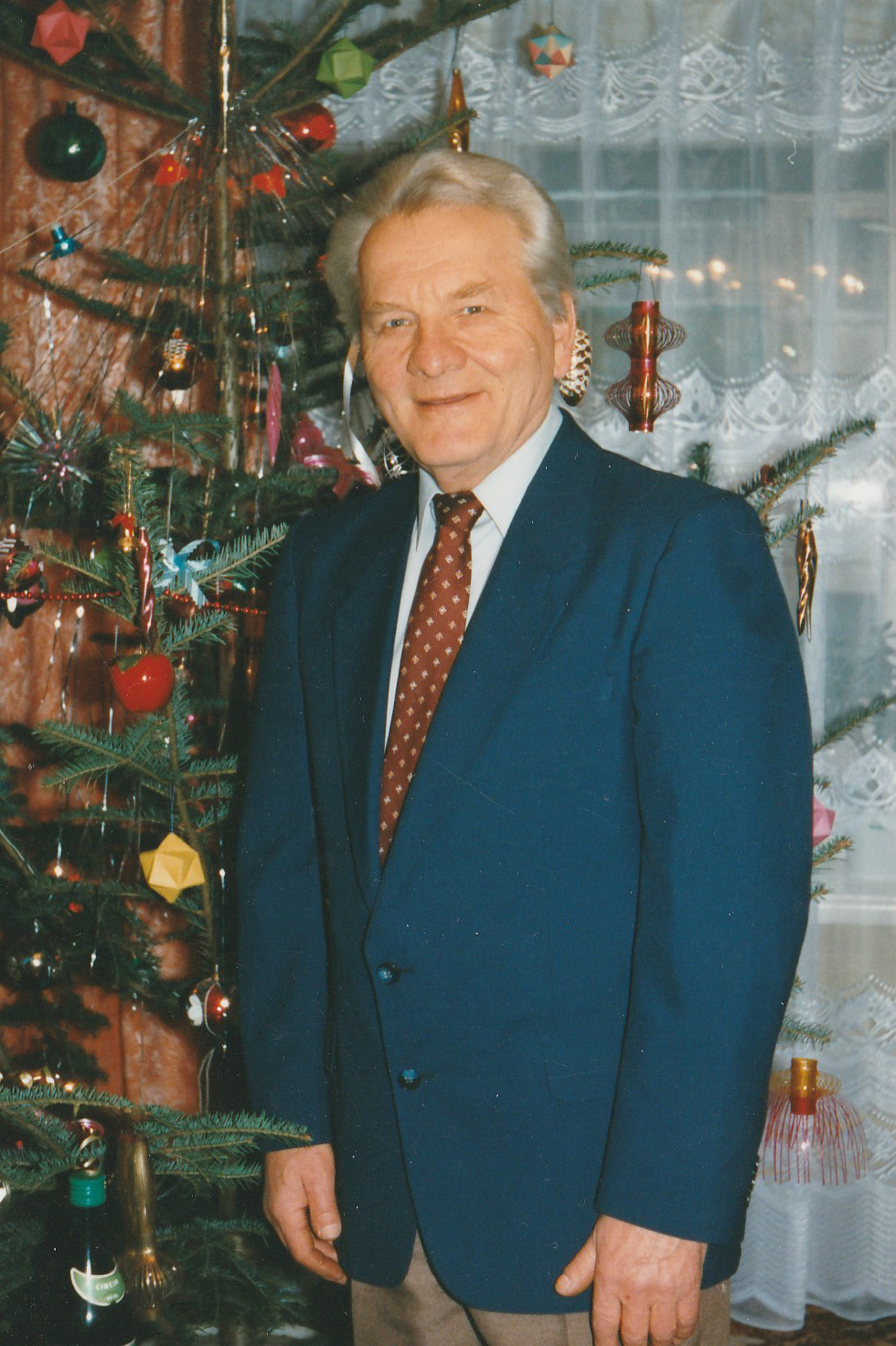
Ядлось Теодор Васильович

- Падура Михайло Федорович (* 1936) — український педагог.
- Пелих Пелагія Федорівна (1945) — оператор машинного доїння корів колгоспу. Депутат Верховної Ради УРСР 11-го скликання.

- Ядлось Теодор Васильович (23 серпня 1930, Чернилява) — головний вузловий поїзний диспетчер відділу руху на Львівській залізниці, ветеран праці, учасник бойових дій другої світової війни.   - Говда Іван Федорович
  - Ядлось Теодор Васильович